# Општина Владени (Јаши)
Владени (рум. Vlădeni) општина је у Румунији у округу Јаши.
Oпштина се налази на надморској висини од 42 m.